# Lethenteron camtschaticum
La lampreda artica (Lethenteron camtschaticum (Tilesius, 1811)) è una specie di lampreda originaria delle acque dolci e costiere delle regioni settentrionali dell'ecozona olartica.

## Descrizione

### Dimensioni
Raggiunge una lunghezza massima di 63 centimetri, ma gli esemplari che vivono nell'oceano Pacifico misurano in media 40-60 centimetri. Presso le popolazioni d'acqua dolce che vivono nei fiumi nordici europei la lunghezza è generalmente inferiore. Il peso si aggira intorno ai 150 grammi.

### Aspetto
Esternamente è simile alle altre lamprede del genere Lethenteron, con corpo anguilliforme a sezione arrotondata nella parte anteriore e compressa posteriormente. Le piastre dentarie laterali superiori presentano un solo dente e quelle mediane due; i denti labiali marginali sono assenti, mentre quelli inferiori sono ben sviluppati, forti e appuntiti. La coppia centrale dei denti laterali presenta due cuspidi. La pinna dorsale ha origine piuttosto arretrata ed è più bassa rispetto a quella posteriore. La pinna caudale è generalmente omocerca e contigua con le pinne dorsale e anale. La colorazione varia in relazione all'ambiente occupato. Il dorso può essere bluastro, brunastro, verde scuro (che può assumere sfumature tendenti al grigio o al giallastro), grigio scuro o grigio-giallastro. I fianchi variano dal giallastro al giallo argentato, mentre la parte inferiore assume tinte dal giallastro al bianco sporco o al bianco argentato.
Nei maschi le pinne dorsali sono più sviluppate, mentre la pinna anale è molto ridotta. Durante la fregola la bocca e, nelle femmine, l'area anale appaiono di colore rosso ramato. Nello stesso periodo i maschi hanno l'apparato riproduttore visibile.

## Biologia

### Comportamento
La lampreda artica è una specie anadroma, ma sono state osservate anche popolazioni che vivono stabilmente in acqua dolce. Gli adulti degli stock migratori lasciano le acque salate e risalgono i fiumi nel periodo compreso tra luglio e agosto per raggiungere le aree di fregola. Le popolazioni stanziali di acqua dolce si stabiliscono di preferenza nel corso superiore di fiumi e torrenti con acque correnti e ben ossigenate, ma possono essere presenti su fondali fangosi e ghiaiosi; frequentano anche laghi, stagni, fossati e canali. Gli stock che svolgono la fase trofica in mare si trattengono lungo le coste come gli adulti della lampreda di mare. Le larve vivono nei letti fangosi dei fiumi per 3-4 anni; in seguito vanno incontro a metamorfosi. A questo punto le popolazioni anadrome discendono verso il mare e restano in acque salmastre o salate fino alla maturità sessuale, quelle stanziali attendono la maturità sessuale nei bacini di nascita e in seguito iniziano la migrazione riproduttiva per raggiungere le aree di fregola.

### Alimentazione
Gli adulti stanziali si nutrono come la lampreda comune, agendo principalmente come ectoparassiti di pesci o saprofagi a spese di carogne. Gli esemplari anadromi (in particolare le popolazioni dell'oceano Pacifico), invece, sono parassiti come la lampreda di mare, attaccando in particolare salmoni e altri grandi pesci. Gli ammoceti si cibano filtrando tramite l'apparato branchiale microrganismi, diatomee e detriti organici.

### Riproduzione
Il periodo di fregola va da aprile a giugno, con picco massimo in maggio. I riproduttori compiono brevi migrazioni risalendo la corrente fino ai letti di fregola adatti. Le aree di deposizione sono solitamente collocate in acque correnti, ben ossigenate e di scarsa profondità, con substrato a ghiaia fine. I riproduttori si avvinghiano e il maschio feconda le uova emesse dalla femmina. Ogni femmina depone da 80.000 a 107.000 uova. Non esistono cure parentali. Dopo la fregola, non essendo in grado di alimentarsi, gli adulti muoiono. Le carcasse forniscono elementi nutritivi per i microrganismi che alimenteranno le larve. Le uova restano in incubazione nel substrato. Dopo il riassorbimento del sacco vitellino, gli ammoceti vivono alcuni anni nutrendosi di diatomee e di piccoli animali, catturati mediante una fascia vischiosa presente nel condotto branchiale.
La lampreda artica è predata in mare e nelle acque dolci da pesci carnivori, nei corsi d'acqua anche da uccelli come aironi e altri trampolieri. La specie è soggetta a malattie virali e batteriche.

## Distribuzione e habitat
La specie è presente lungo le coste e nei fiumi dell'Europa nord-orientale, della Siberia e del Giappone settentrionale, dal mar Bianco e dal mare di Barents al mare di Ochotsk; si incontra anche nelle acque artiche e pacifiche dell'Alaska e del Canada nord-occidentale, fino al Grande Lago degli Schiavi a sud.

## Conservazione
Nelle acque europee la specie ha subito forti riduzioni a causa di inquinamento e di alterazioni ambientali, non ultima la creazione di dighe e sbarramenti fluviali che impediscono alle popolazioni anadrome di raggiungere le aree di fregola. Il rischio di estinzione viene mitigato dalla relativa inaccessibilità di alcune aree del suo habitat. La distribuzione artica consente anche la conservazione delle aree di fregola, spesso situate in località scarsamente popolate o disabitate.